# 쌍용그룹
쌍용그룹(Ssangyong Group)은 쌍용양회공업(주)을 모기업으로 하는 기업집단이다. 이름인 쌍용은, 쌍용그룹의 첫 공장인 영월공장의 소재지인 서면 쌍용리에서 따왔다.

## 개요
1939년 김성곤(金成坤)이 대구에서 설립한 비누공장인 삼공유지(三共油脂)를 모태로 하여 국내 굴지의 그룹으로 성장, 발전하였으며 이 탓인지 한때 대구 연고 프로축구팀 창단을 타진하기도 했다.
1940~1950년대의 면방직, 보험, 무역, 1960년대의 시멘트, 제지, 해운, 1970년대의 정유, 중공업, 종합상사, 건설, 1980년대의 컴퓨터, 증권, 자동차 등에 이르기까지 한국 경제 발전사와 궤를 같이 한다. 외환위기 부실경영이 터져 당시 여러 회사들처럼 그룹 재편 되었다.

## 구성
2005년 당시 그룹 산하에는 소재 관련 사업분야의 쌍용양회, 쌍용자원개발, 건설 분야의 쌍용건설, 해운 분야의 쌍용해운, 정보통신 분야의 쌍용정보통신 등이 진출해 있다.

## 해체
1980년대 무리한 기업확장으로 인한 자동차 산업 진출과 외국 자동차 회사 인수 이후 1992년부터 쌍용자동차에서 엄청난 적자를 기록함과 동시에 막대한 빚을 떠안게 되면서 마침내 외환위기으로 인해 그룹 구조조정의 일환으로 1998년 쌍용제지(주)를 미국 P&G에, 쌍용자동차(주)를 대우그룹에 매각하였다. 1999년 쌍용투자증권(주)을 계열분리를 하였으며, 쌍용정유의 지분과 경영권을 쌍용정유와 메리웨더에게 매각하였으며, 2000년 쌍용중공업(현 STX)의 지분은 한누리투자증권 컨소시엄으로 매각하였고 2001년 쌍용중공업(주), 쌍용엔지니어링(주), (주)텍스텍 등을 매각하여 계열분리하였으며, 2002년 쌍용화재(현 흥국화재)를 중앙제지에 매각, 2003년 용평리조트를 세계일보에 매각하였으며, 쌍용캐피탈, 남광토건을 계열분리하였다. 2004년 3월 진방철강을 매각하였으며 2006년 4월 쌍용건설이 분리되는 등 쌍용그룹은 사실상 해체되었다.

## 같이 보기
- 분류:쌍용그룹
- 쌍용C&B
- 쌍용제지 (현재는 크라프트지 제조사업 회사로 전환, 생활용지 등은 쌍용C&B로 이관)
- KG모빌리티 (구 쌍용자동차)
- S-OIL (구 쌍용정유)
- 흥국화재
- 신한금융투자 (구 쌍용투자증권(주)｜ 구 굿모닝증권(주) )
- 인본건설 (구 쌍용엔지니어링(주))
- STX엔파코 (구 (주)텍스텍)
- STX (구 쌍용중공업)
- SIMPAC (구 (주)쌍용정공)
- GS글로벌(구 (주)쌍용)
- 대구문화방송
- 국민대학교